# Back to the Future: Music from the Motion Picture Soundtrack
Back to the Future: Music from the Motion Picture Soundtrack es la banda sonora de la exitosa película estadounidense de 1985 Back to the Future. El álbum incluye dos temas realizados por Alan Silvestri para la película, dos pistas de Huey Lewis & The News, dos canciones interpretadas por Marvin Berry and The Starlighters, otra interpretado por Marty McFly and The Starlighters, y dos canciones pop que se escuchan brevemente en el fondo de la cinta.
"The Power of Love" fue el primer sencillo #1 en los Billboard Hot 100 de Huey Lewis & the News, certificado de Oro y nominada a un Premio de la Academia a la Mejor Canción Original. El álbum pasó 19 semanas en el Billboard 200, alcanzando el puesto número 12 en octubre de 1985.

## Lista de pistas
| Back to the Future: Music from the Motion Picture Soundtrack |                                        |                                   |          |  |
| N.º                                                          | Título                                 | Intérprete (s)                    | Duración |  |
| 1.                                                           | «The Power of Love"»                   | Huey Lewis & the News             | 3:58     |  |
| 2.                                                           | «Time Bomb Town»                       | Lindsey Buckingham                | 2:48     |  |
| 3.                                                           | «Back to the Future»                   | The Outatime Orchestra            | 3:20     |  |
| 4.                                                           | «Heaven Is One Step Away»              | Eric Clapton                      | 4:13     |  |
| 5.                                                           | «Back in Time»                         | Huey Lewis and the News           | 4:22     |  |
| 6.                                                           | «Back to the Future Overture»          | The Outatime Orchestra            | 8:19     |  |
| 7.                                                           | «The Wallflower» (Dance With Me Henry) | Etta James                        | 2:45     |  |
| 8.                                                           | «Night Train»                          | Marvin Berry and The Starlighters | 2:17     |  |
| 9.                                                           | «Earth Angel (Will You Be Mine)»       | Marvin Berry and The Starlighters | 3:02     |  |
| 10.                                                          | «Johnny B. Goode»                      | Marty McFly and the Starlighters  | 3:06     |  |

Canciones no incluidas en la banda sonora de la película:

| N.º | Título                        | Intérprete (s) | Duración |  |
| 11. | «Mr. Sandman»                 | The Four Aces  |          |  |
| 12. | «The Ballad of Davy Crockett» | Fess Parker    |          |  |
| 13. | «Pledging My Love»            | Johnny Ace     |          |  |

En 1999 se puso a la venta el CD titulado The Back to the Future Trilogy, en la que aparecían las composiciones adicionales de Silvestri para la trilogía, parecía un lanzamiento apto debido a que el "Score" de la primera película casi no se puso a la venta. Sin embargo, se trataba de regrabaciones de la Royal Scottish National Orchestra y no las grabaciones originales hechas por Silvestri. No se generaron controversias, pues el conductor de la orquesta era el viejo amigo de Silvestri John Debney.

## "Johnny B. Goode"
Entre el material musical tocado por los personajes de Back to the Future, se encuentran varias interpretadas por Harry Waters, Jr.. como Marvin Berry y Mark Campbell como Marty McFly, además del solo de guitarra de Tim May. (Campbell y May recibieron "agradecimientos especiales" en reconocimiento en los créditos finales de la película, ya que se superpusieron sus nombres ficticios a los verdaderos). Hay que agregar que el grupo de Berry también interpretó la canción "Night Train", la primera grabada por Jimmy Forrest en 1951.

## Misceláneo
La banda sonora de Back to the Future fue obra de Alan Silvestri, quien más tarde realizó el mismo trabajo para Forrest Gump y varios otros filmes, muchos de ellos dirigidos igualmente por Robert Zemeckis. Los temas memorables de su "Back to the Future Overture" ha podido ser escuchada igualmente en las secuelas de la película (también hechas por Silvestri), en los juegos recreativos del filme y como música ambiental en los parques temáticos de Universal Studios. Un remix del tema principal se escuchó en la secuencia de apertura de MCA-Universal Home Video desde 1990 a 1997. La banda sonora optimista, con dos nuevas canciones de Huey Lewis and the News, también contribuyó a la popularidad de la película.
Las canciones de The Power of Love y Back in Time contribuyeron enormemente a la popularidad del filme.

## Banda sonora
En noviembre de 2009, Intrada Records publicó la banda sonora oficial en un álbum de dos discos que contiene la partitura completa de Silvestri. El primer disco contiene la partitura orquestal completa según lo registrado en la película, junto con dos apuntes originales de Silvestri. El segundo disco consistía de enfoques alternativos que Silvestri escribió, con un tono más oscuro y serio.
Ninguna de las canciones del primer álbum se incluyen en este álbum.
El conjunto fue una edición limitada de 10.000 unidades vendidas y cerca de 6.000 a finales de enero de 2010. A partir de noviembre de 2012, el álbum aún está disponible desde la página web de Intrada.

### Lista de pistas

#### Disco uno
| Complete Original Motion Picture Soundtrack |                                        |          |  |
| N.º                                         | Título                                 | Duración |  |
| 1.                                          | «Logo»                                 | 0:20     |  |
| 2.                                          | «DeLorean Reveal»                      | 0:46     |  |
| 3.                                          | «Einstein Disintegrated»               | 1:22     |  |
| 4.                                          | «’85 Twin Pines Mall»                  | 4:43     |  |
| 5.                                          | «Peabody Barn; Marty Ditches DeLorean» | 3:09     |  |
| 6.                                          | «’55 Town Square»                      | 1:18     |  |
| 7.                                          | «Lorraine’s Bedroom»                   | 0:47     |  |
| 8.                                          | «Retrieve DeLorean»                    | 1:15     |  |
| 9.                                          | «1.21 Jigowatts»                       | 1:37     |  |
| 10.                                         | «The Picture»                          | 1:09     |  |
| 11.                                         | «Picture Fades»                        | 0:17     |  |
| 12.                                         | «Skateboard Chase»                     | 1:39     |  |
| 13.                                         | «Marty’s Letter»                       | 1:20     |  |
| 14.                                         | «George To The Rescue – Pt. 1»         | 0:50     |  |
| 15.                                         | «Marvin Be-Bop»                        | 2:25     |  |
| 16.                                         | «George To The Rescue – Pt. 2»         | 2:34     |  |
| 17.                                         | «Tension; The Kiss»                    | 1:33     |  |
| 18.                                         | «Goodnight Marty»                      | :31      |  |
| 19.                                         | «It’s Been Educational; Clocktower»    | 10:30    |  |
| 20.                                         | «Helicopter»                           | 0:19     |  |
| 21.                                         | «’85 Lone Pine Mall»                   | 3:46     |  |
| 22.                                         | «4 x 4»                                | 0:40     |  |
| 23.                                         | «Doc Returns»                          | 1:14     |  |
| 24.                                         | «Back To The Future (End Credits)»     | 3:16     |  |

#### Disco dos
| N.º | Título | Duración |  |